# Estrilda nonnula
L'astrilde nonnula (Estrilda nonnula Hartlaub, 1883) è un uccello passeriforme della famiglia degli Estrildidi.

## Descrizione

### Dimensioni
Misura fino a 11 cm di lunghezza, per un peso che va dai 6,5 ai 9 grammi.

### Aspetto
Si tratta di uccelletti dall'aspetto robusto, muniti di un forte becco di forma conica.

Gola, guance, petto, ventre, sottocoda e fianchi sono di colore bianco, con presenza di sfumature rosso-violacee su questi ultimi: il dorso è grigio-verdastro, con una fine zebratura nerastra particolarmente evidente sulle ali, le cui copritrici sono nere. Nera è anche la coda, così come una calotta nera che ricopre fronte, vertice e nuca: il groppone ed il codione sono invece di colore rosso. Il becco è nero alla base e rosso-violaceo in punta, le zampe sono di colore carnicino-nerastro, gli occhi sono bruno-rossicci.

I due sessi non differiscono significativamente: le femmine in generale presentano colorazione rossa più smorta e zebratura meno fine, tuttavia si tratta di caratteristiche suscettibili a forti variazioni individuali e che pertanto rendono l'individuazione del sesso piuttosto ardua.

## Biologia
Si tratta di uccelli diurni e molto vivaci, che al di fuori della stagione riproduttiva si aggregano in stormi che possono contare anche diverse centinaia d'individui, spesso anche in associazione con altre specie affini (come l'astrilde testanera). I vari individui si sparpagliano al suolo o nei pressi di esso, tenendosi in contatto fra loro tramite continui richiami: al calar della sera, essi si radunano invece in posatoi comuni ubicati fra i cespugli più alti o fra i rami degli alberi, per passarvi la notte.

### Alimentazione

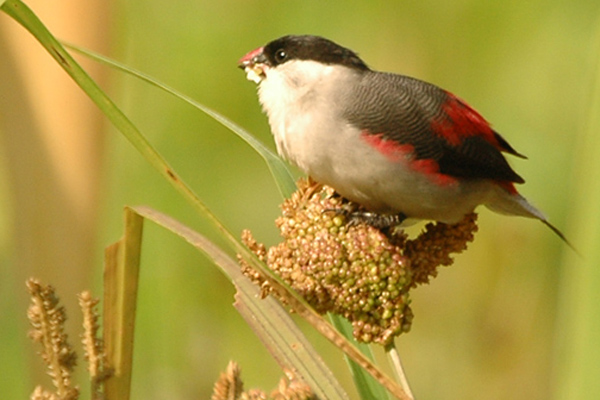
Un esemplare si nutre da una spiga di graminacea.

L'astrilde nonnula è un uccello essenzialmente granivoro, che si nutre perlopiù di piccoli semi di graminacee, privilegiando in particolare quando possibile quelli ancora immaturi, che vengono spesso raccolti direttamente dalla spiga: questi uccelli si cibano inoltre anche di altri alimenti di origine vegetale, come germogli, bacche e frutti, oltre che di piccoli insetti (soprattutto termiti volanti, che vengono catturate al volo).

### Riproduzione

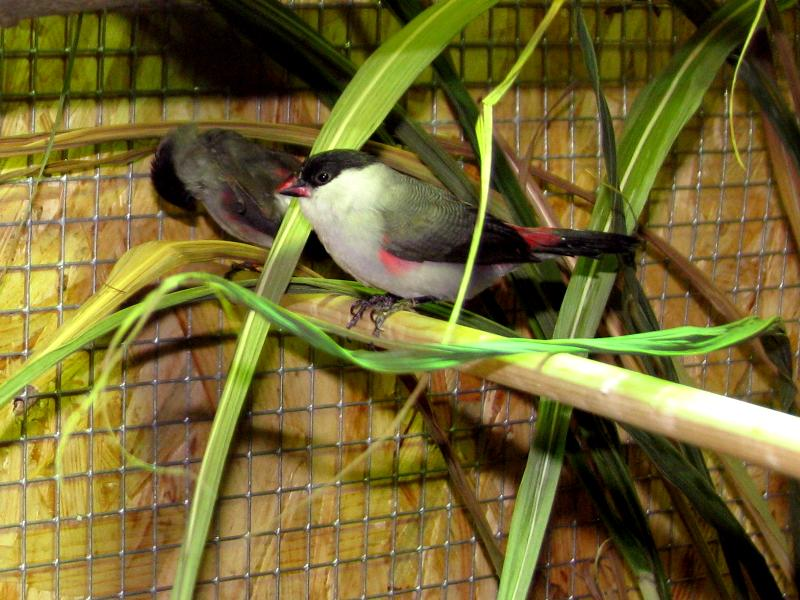
Una coppia nei pressi del nido in voliera.

Il periodo riproduttivo coincide generalmente con la parte finale della stagione delle piogge.

Ambedue i partner collaborano alla costruzione del nido, che è una struttura globosa ubicata nel folto della vegetazione arbustiva o cespugliosa ed edificata intrecciando steli d'erba e fibre vegetali: spesso sulla sommità del nido vero e proprio è ubicata una seconda struttura più grossolana, nella quale a volte staziona il maschio e la funzione della quale è probabilmente quella di depistare eventuali aggressori. All'interno del nido la femmina depone 3-6 ova biancastre, che essa provvede a covare alternandosi col maschio per circa due settimane: sono sempre entrambi i genitori a prendersi cura dei nidiacei, i quali sono in grado d'involarsi attorno alle tre settimane dalla schiusa, sebbene raramente si allontanino del tutto dal nido prima del mese e mezzo di vita, tornandovi a dormire durante la notte e chiedendo sempre più di rado l'imbeccata ai genitori.

## Distribuzione e habitat
Questi uccelli occupano un areale corrispondente a una fascia piuttosto vasta dell'Africa Centrale, che si estende grossomodo dal Benin al Kenya occidentale e a sud fino alle sponde settentrionali del lago Tanganica e al Gabon.
L'astrilde nonnula si rivela un uccello molto adattabile, andando a occupare una vasta gamma di habitat che vanno dalla savana alle foreste di bambù e alla foresta a galleria sui fiumi, fino a 3000 m d'altitudine: questo uccello è inoltre poco timoroso dell'uomo e si spinge senza problemi in ambienti antropizzati, colonizzando le aree coltivate, i parchi ed i giardini urbani.

## Tassonomia
Se ne riconoscono tre sottospecie:
- Estrilda nonnula nonnula, la sottospecie nominale, che occupa la stragrande maggioranza dell'areale della specie;
- Estrilda nonnula eisentrauti Wolters, 1964, endemica del Monte Camerun;
- Estrilda nonnula elizae Alexander, 1903, endemica dell'isola di Bioko;

Le tre sottospecie differiscono fra loro principalmente per la tonalità del bianco ventrale, che diviene più sporco nella sottospecie eisentrauti e quasi grigio nella sottospecie elizae.